# ليندسي هاسيت مع فريق الكريكيت الأسترالي في إنجلترا عام 1948
كان ليندسي هاسيت نائب القبطان وواحد من أشهر مختارين في الجولة  لفريق الكريكيت الأسترالي الشهير دون برادمان ، الذي قام بجولة في إنجلترا عام 1948 . لم يهزم الأستراليون في مبارياتهم الـ 34 ؛ اكسبهم هذا الإرسال الغير المسبوق من قبل فريق تجريبي يقوم بجولة في إنجلترا لقب The Invincibles ، وأدى إلى اعتبارهم أحد أعظم الفرق في كل العصور. لعب هاسيت، رجل المضرب الأيمن، في جميع الاختبارات الخمسة ؛ لقد كان ضاربًا من الدرجة المتوسطة في جميع الاختبارات باستثناء الاختبار الرابع، عندما وقف في المباراة الافتتاحية سبب إصابة سيد بارنز .
نظرًا لأن المباريات غالبًا ما كانت تُلعب على التوالي دون يوم بين المباريات، فقد اتبعت أستراليا سياسة التناوب، ونتيجة لذلك، قاد هاسيت الفريق في تسع مباريات للجولة بينما كان برادمان مستريحًا. تحت إشراف هاسيت، فازت أستراليا بسبع مباريات، خمس منها بجولة واحدة، في حين أن كلا التعادلين كانا مباراتين تأثرت بهما الأمطار حيث خسر أكثر من نصف وقت اللعب. واجه هاسيت مواجهتين متقاربتين، كلاهما على الملاعب الرطبة قبل الاختبار الأول. ضد يوركشاير، انتزعت أستراليا من المنزل بأربعة ويكيت في مباراة منخفضة التهديف مع عشرة لاعبين بعد إصابة سام لوكستون بالإصابة. في مباراة لاحقة ضد هامبشاير، تنازلت أستراليا عن تقدمها في الأدوار الأولى لأول مرة في الجولة، لكنها تعافت لتفوز بثمانية ويميت
أنهى هاسيت مباريات الدرجة الأولى بـ 1563 ضربة بمتوسط ضرب 74.22 بما في ذلك سبعة قرون. بين الأستراليين، حصل على ثالث أعلى مجموع خلف برادمان وآرثر موريس وثاني أعلى معدل. كانت أعلى نتيجة له هي 200 لم يهزم ضد السادة إنجلترا . كان Hassett أقل نجاحًا في الاختبارات، حيث سجل 310 نقطة في 44.28 مع قرن واحد. وضعه هذا في المركز الرابع في مجموع المباراتين الأستراليين، لكنه السابع فقط في المتوسطات. كانت أكبر مساهماته هي 137 في الأدوار الأولى من الاختبار الأول في جسر ترينت . لقد كانت صبورًا حيث حاولت إنجلترا إيقاف تسجيل أستراليا بنظرية الساق الدفاعية ؛ ساعد هاسيت السائحين في تحقيق تقدم في الأدوار الأول بـ 344 ، مما وضع الأساس للنصر النهائي. حصل على ثلاث درجات بين 35 و 50 خلال الاختبارات، لكنه لم يتمكن من تحويل بداياته إلى أدوار كبيرة. استحوذ هاسيت على 23 مرة في الجولة، وهو أكبر عدد قام به أستراليا باستثناء حراس الويكيت .
تم اختيار هاسيت كواحد من خمسة لاعبي ويسدن لاعبي الكريكيت لعام 1949. وأشار ويسدن إلى أنه «بالإضافة إلى قدرته على اللعب، فإن البهجة والقيادة التي يتمتع بها هاسيت، والتي امتدت إلى الاسترخاء خارج الملعب وكذلك في الجزء الأكثر صرامة من البرنامج، اجتمعت لتجعله نائب قائد مثالي قادرًا على رفع قدر كبير. تحميل أكتاف برادمان المزدحمه». 
كانت جولة عام 1948 هي ثاني حملة اختبار لهاست في إنجلترا. رجل المضرب الأيمن الضئيل، قام بجولة في إنجلترا تحت قيادة برادمان في عام 1938 ، حيث ظهر لأول مرة في الاختبار خلال السلسلة ولعب في جميع المباريات الأربع. بعد توقف الحرب العالمية الثانية ، قاد هاسيت الخدمات الأسترالية - فريق عسكري - في اختبارات النصر . أصبح عضوًا منتظمًا في فريق الاختبار وكان نائب القبطان تحت قيادة برادمان في السلسلة ضد إنجلترا والهند في أستراليا خلال عامي 1946-1947 و1947-1948 على التوالي. في سلسلة الاختبارات الأخيرة، بلغ متوسطه 110.66 مع الخفافيش، وتم اختياره حسب الأصول لجولة إنجلترا، واستمر في دوره كنائب برادمان. 